# (134292) Edwardhall
(134292) Edwardhall es un asteroide perteneciente al cinturón de asteroides, región del sistema solar que se encuentra entre las órbitas de Marte y Júpiter.
Fue descubierto el 20 de febrero de 2006 por el equipo del proyecto Mount Lemmon Survey desde el observatorio del Monte Lemmon.

## Designación y nombre
Designado provisionalmente como 2006 DF8. fue nombrado por Edward Hall (1942–2020) quien obtuvo un doctorado en la Universidad del Noroeste. Desempeñó un papel decisivo en el desarrollo de sensores basados en silicio y dispositivos de arseniuro de galio en Motorola. Hall fue posteriormente director del laboratorio de nanofabricación de la Universidad Estatal de Arizona y decano asociado ejecutivo de su Facultad de Ingeniería.

## Características orbitales
Edwardhall está situado a una distancia media del Sol de 2,198 ua, pudiendo alejarse hasta 2,387 ua y acercarse hasta 2,009 ua. Su excentricidad es 0,086 y la inclinación orbital 6,430 grados. Emplea 1189,99 días en completar una órbita alrededor del Sol.

## Características físicas
La magnitud absoluta de Edwardhall es 16,60. 